# Rosa forrestiana
Rosa forrestiana là loài thực vật có hoa trong họ Hoa hồng. Loài này được Boulenger miêu tả khoa học đầu tiên năm 1936.